# Pädagogik (Zeitschrift)
Pädagogik (Eigenschreibweise: PÄDAGOGIK) ist eine der zentralen Zeitschriften innerhalb der deutschsprachigen Schulpädagogik. Sie wird in der Verlagsgruppe Beltz veröffentlicht.

## Geschichte
Pädagogik wurde 1949 unter dem Namen Westermanns pädagogische Beiträge gegründet und erhielt 1988, nach Fusion mit der Zeitschrift Pädagogik heute : betrifft: Erziehung, den jetzigen Namen. Ein ausführlicher Überblick über die Geschichte der Zeitschrift von Johannes Bastian findet sich den Ausgaben 11 und 12/2018. Sie erscheint monatlich jeweils mit einem thematischen Schwerpunkt, wobei es im Juli/August ein Doppelheft mit zwei Hauptthemen gibt. Neben dem Schwerpunkt gibt es die Rubriken „Beitrag“, „Serie“, „Kontrovers“ und „Magazin“.
Die Zeitschrift hatte 2022 eine Auflage von 6000 Exemplaren. Der Redaktion gehörten 2022 u. a. Jochen Schnack, Gerhard Eikenbusch und Nina Jude an.